# Școala veche din Voinești
Școala veche din Voinești este un monument istoric aflat pe teritoriul orașului Covasna.